# نادي كيسفاردا
نادي كيسفاردا هو نادي كرة قدم مجري يلعب حالياً في البطولة الوطنية المجرية،تأسس النادي في 1911.